# Sandra Birdsell
Sandra Louise Birdsell CM (Geburtsname: Sandra Bartlett; * 22. April 1942 in Hamiota, Manitoba) ist eine kanadische Schriftstellerin, die vor allem durch ihre Romane und Kurzgeschichten bekannt wurde, die das Leben von zumeist weiblichen Kleinstadtbewohnern untersuchen, die wie Birdsell selbst in den Prärieregionen Kanadas leben.

## Leben

### Berufliche Tätigkeiten und erste Kurzgeschichtensammlungen
Birdsell, die als fünftes von elf Kindern einer aus Russland eingewanderten mennonitischen Mutter und eines von den Métis abstammenden Vaters in Morris aufwuchs, arbeitete nach Schulbesuch und Studium als Dozentin für kreatives Schreiben und war als Writer in Residence an zahlreichen Universitäten Kanadas tätig.
Wie die meisten ihren fiktiven Charaktere lebte auch Birdsell in den Regionen der Prärie und ließ sich zunächst in Winnipeg und später in Regina nieder. Ihre Werke untersuchen das Leben von zumeist weiblichen Kleinstadtbewohnern. Neben ihren Romanen und Kurzgeschichten schrieb Birdsell auch Bühnenwerke, Radiohörspiele sowie Drehbücher für Film und Fernsehen.
Birdsells erste beiden Kurzgeschichtensammlungen, Night Travellers (1982) und Ladies of the House (1984), erforschten die familiären und psychischen Probleme in ländlichen und städtischen Siedlungen. Die Mitglieder der Familie Lafrenière, die in vielen ihrer Geschichten porträtiert werden, suchen eine Zufriedenheit, die ihnen in der fiktiven Stadt Agissiz in Manitoba entgeht. Ihre weiblichen Charaktere fühlen sich oftmals in der häuslichen Umgebung und ihren Rollen als Töchter, Ehefrauen und Mütter gefangen. In einem Interview zum Thema ihre Werke führte sie aus: „Die Anwesenheit von Abwesenheit im Leben einer Person. Und wie diese versuchen, es zu füllen, weil man es nicht kann, wie ich glaube.“ (‚The presence of absence in a person's life. And how they attempt to fill it, because you never can, I don't think.‘). Die in diesen beiden Sammlungen enthaltenen Geschichten wurden 1987 zusammen in dem Buch Agassiz Stories veröffentlicht.

### Romandebüt und Auszeichnungen
Ihr erster Roman, The Missing Child (1989), spielte ebenfalls in Agassiz, das hier am Rand der Überflutung durch das Abschmelzen eines unterirdischen Gletschers stand. Dieser tragende, vielstimmige Roman, der eine naturalistische Erzählung mit Momenten des magischen Realismus verband, wurde 1989 mit dem Smithbooks/Books in Canada First Novel Award ausgezeichnet und setzte sich dabei unter anderem gegen Marilyn Bowerings Debütroman To All Appearances a Lady durch.
In The Chrome Suite (1992) rekonstruierte Amy Barber, eine Drehbuchautorin mittleren Alters, während einer Fahrt von Toronto in das heimatliche Manitoba die Ereignisse ihre Vergangenheit, um zu versuchen, die Gefühle der Unzufriedenheit mit ihrem Leben zu verstehen. Der Roman wurde in die Shortlist für den Preis des Generalgouverneurs (Governor General’s Award for Fiction) aufgenommen und gewann den McNally Robinson Book of the Year Award.
1993 erhielt Sandra Birdsell den Marion Engel Award, ein Literaturpreis, der einer kanadischen Schriftstellerin in der Mitte ihrer Karriere für ihr Lebenswerk vergeben wird. Für ihr 1995 erschienenes Radiohörspiel The Town That Floated Away wurde sie für einen Juno Award nominiert. Für das gleichnamige Kinderbuch gewann sie 1997 den Saskatchewan Children’s Literature Award.
Birdsells dritte Sammlung von Kurzgeschichten, The Two-Headed Calf (1997), gewann 1997 den Saskatchewan Book of the Year Award. Anders als in den vorherigen Sammlungen hatte diese keine gemeinsame Umgebung, sondern verband die Geschichten durch ein gemeinsames Thema, ein Konzept der Dualität.
Eine Darstellung ihrer eigenen russisch-mennonitischen Abstammung lieferte Birdsell in dem Roman The Russländer (2001). Diese epische Familiengeschichte spielt während eines chaotischen und gewaltsamen Umbruchs zu Beginn des 19. Jahrhunderts in Russland. An die Leben verändernden und verheerenden Ereignisse wird sich aus der Perspektive eines Kindes erinnert, der von Katya Vogt, eine nunmehr in Winnipeg lebende ältere Frau. The Russländer wurde 2001 auf die Shortlist für den Scotiabank-Giller-Preis aufgenommen und gewann den Saskatchewan Book of the Year Award.
Die Geschichte der Familie Vogt setzte Sandra Birdsell in Children of the Day (2005) fort. Sara Vogt lebt im ländlichen Manitoba als Ehefrau des Métis Olvier Vandal und ist Mutter von zehn Kindern. Der Roman spielt während eines einzigen Tages im Juni 1953, ein Tag, an dem innere und äußere Drücke aufgebaut werden und drohen, diese Familie zu zerstören. Wie in ihren anderen Werken ist es abermals Birdsells vorsichtige Aufmerksamkeit auf spezifische Details und einzelne Stimmen, die dem Leser einmal mehr erlauben, sich mit diesen Charakteren in diesem besonderen Ort und Zeitpunkt zu verbinden und sich über diese Figuren Sorgen zu machen. Ihr 2010 erschienener Roman Waiting for Joe handelt von dem Pärchen Joe und Laurie, dessen Vorliebe für das Leben über ihre Verhältnisse sie nun einholt, nachdem sie ihre Arbeit, ihr Haus verlieren.
2012 wurde Sandra Birdsell mit dem Saskatchewan Order of Merit geehrt.

## Veröffentlichungen
- Night travellers, 1982
- Ladies of the house, 1984
- Agassiz stories, 1987
- The missing child, 1989
- The chrome suite, 1992
- The two-headed calf, 1997
- The town that floated away, 1997
- The Russländer, 2001
- Katya, 2004
- Children of the day, 2005
- Waiting for Joe, 2010[1][2]